# Nick McGlynn
Nicholas McGlynn (Stoughton, 6 oktober 1996) is een Amerikaans basketballer.

## Carrière
McGlynn speelde collegebasketbal voor de Drake Bulldogs van 2015 tot 2019. In 2019 werd hij niet gekozen in de NBA draft en tekende een contract bij T71 Dudelange in de Luxemburgse competitie. Hij zou echter het seizoen uitspelen bij de Oostenrijkse eersteklasser Vienna Timberwolves maar corona legde de competitie stil na twee wedstrijden te hebben gespeeld voor hen. Het seizoen erop speelde hij bij reeksgenoot UBSC Raiffeisen Graz.
In 2021 tekende hij een contract bij de Belgische eersteklasser Leuven Bears. Hij verlengde zijn contract voor het seizoen 2022/23. Hij speelde in het seizoen 2023/24 voor de Poolse promovendus Dziki Warszawa. Hij speelde ook voor hen in het seizoen 2024/25. In december 2024 verliet hij zijn Poolse club en tekende bij de Griekse eersteklasser Kolossos Rodou BC.